# NGC 3434
NGC 3434 is een spiraalvormig sterrenstelsel in het sterrenbeeld Leeuw. Het hemelobject werd op 27 januari 1786 ontdekt door de Duits-Britse astronoom William Herschel.

## Synoniemen
- UGC 5980
- MCG 1-28-15
- ZWG 38.36
- PGC 32595